# Summertime ’06
Summertime ’06 — дебютный двойной студийный альбом американского хип-хоп исполнителя Vince Staples. Альбом был опубликован 30 июня 2015 лейблами Def Jam Recordings, ARTium Recordings и Blacksmith Records. Главным продюсером альбома выступил No I.D., который работал над проектом совместно с другими высококлассными продюсерами, вроде DJ Dahi, Clams Casino, Brian Kidd, Christian Rich и Mikky Ekko. Пластинка содержит три сингла: Señorita, Get Paid и Norf Norf.
Summertime ’06 удостоился высоких оценок музыкальных критиков, которые отмечали поразительную поэтичность Винса и первоклассное продюсирование альбома. Альбом дебютировал на 39 месте хит-парада Billboard 200, продав в первую неделю продаж около 13 тысяч цифровых копий.

## Предпосылки
Винс заявил, что он работает над студийным альбомом, который будет продолжением его первого микстейпа Hell Can Wait. Вдобавок он сообщил, что альбом затронет события его жизни, начиная с лета 2006, когда ему было 13 лет. В начале июня 2015 Винс опубликовал обложку альбома в своём Инстаграме, комментируя:
Любовь разорвёт нас на части. Ноябрь 2005 стал началом боли. Последующее лето усилило её. Избитые пути, наполненные отчаянием. Каждый день одна и та же песня, в которой содержатся слова покойника, уничтоженного собственным разумом и телом. Почему? Потому что в конце дня мы, как бы то ни было, всё равно умрём. По крайней мере там, откуда я родом. Любовь порвала нас на части. Любовь к себе, любовь к расставаниям, любовь к различным пустякам, любовь друг к другу, откуда мы пришли. Jabari, Chris, Shard, Tom, Richy, Tyson, Tony, Shelly, Phil, Marcel, Brandon, Steve, Jaron, Tay. Слишком много имён, забытых имён. Кто-то отправился в тюрьму, кто-то — на Форест-Лаун, а кто-то стал стукачём. Некоторые остались здесь, но они никогда не будут прежними. Банданы, Stealing Levis и Nike Sb. Дерринджер и кореша. Это совокупность безумия, на которое вы так мало обращаете внимание и которое так сильно влияет на вас. Лето 2006 — это начало конца всего, что я знал. Тем летом мой город похитил мою молодость. Я остался в одиночестве, чтобы поведать историю. Любовь порвала нас на части. Лето-06, Июнь 30-го».Vince Staples
2 июня 2015 Винс, в Твиттере, обнародовал трек-лист первой части двойного альбома, а уже 6 июня показал трек-лист второго диска. 21 июня 2015 Summertime '06 стал доступен для ознакомительного прослушивания на Национальном Общественном Радио.
24 августа 2016 вышла полноценная версия финального трека с альбома под названием 06. Оригинальная версия трека длится 48 секунд и обрывается на полуслове.
Синглы
4 мая 2015 Винс опубликовал трек «Señorita» — первый сингл с его дебютного альбома. Второй сингл, «Get Paid», вышел 15 июня 2015 и включает гостевой куплет от Desi Mo. Третий, финальный сингл под названием «Norf Norf» вышел 22 июня 2015.

## Реакция критиков
| Совокупная оценка | Совокупная оценка |
| Источник          | Оценка            |
| ----------------- | ----------------- |
| Metacritic        | 87/100            |
| Оценки критиков   |                   |
| Источник          | Оценка            |
| AllMusic          | [ 8 ]             |
| The A.V. Club     | A                 |
| Billboard         | [ 10 ]            |
| The Guardian      | [ 11 ]            |
| The Irish Times   | [ 12 ]            |
| Pitchfork         | 8.8/10            |
| Rolling Stone     | [ 14 ]            |
| Spin              | 9/10              |
| Vice              | B+                |
| XXL               | 4/5               |

Summertime '06 удостоился высочайших отзывов музыкальных критиков. Англоязычный сайт-агрегатор Metacritic, собирающий отзывы ведущих изданий, выставил альбому итоговую оценку в 87 баллов из 100 возможных. Журнал Complex назвал Summertime '06 взрослым рассказом, дополненным первоклассным продюсированием, которое прекрасно передает историю Винса. Стихи Стейплса прекрасно передают атмосферу улиц. Ланэ Бэкэа из The Guardian заявил: «В год впечатляющих сольных хип-хоп альбомов, Стейплсу удалось выпустить, пожалуй, самый оригинальный из всех». Джей Бальфур из HipHopDX отметил превосходную команду продюсеров, которые помогли Винсу звучать как никогда прежде. Джейсон Грин, редактор музыкального сайта Pitchfork сказал: «Summertime '06 потрясающе сфокусированный альбом, который является марафоном, но выглядит как спринт». Журнал Spin охарактеризовал альбом, в котором «каждый трек даёт слушателю пощёчину», а редактор журнала XXL, Дэн Риз, назвал Summertime '06 лучшим хип-хоп дебютом года. Кристофер Вайнгартен из Rolling Stone отметил, что «альбом включает 20 сильных треков, которые являются отождествлением жизни и любви в безумном городе».

## Коммерческий успех
Альбом дебютировал на 39 месте в чарте Billboard 200, продав в первую неделю около 13 тысяч цифровых копий. 18 июля 2015 альбом вошёл в топ-20 самых продаваемых альбомов в США.

## Список композиций
| №                   | Название                                        | Автор(ы)                                                                                       | Producer(s)              | Длительность |
| ------------------- | ----------------------------------------------- | ---------------------------------------------------------------------------------------------- | ------------------------ | ------------ |
| 1.                  | «Ramona Park Legend, Pt. 1»                     | Vince Staples Ernest Wilson                                                                    | No I.D.                  | 0:36         |
| 2.                  | «Lift Me Up»                                    | Staples Wilson Dacoury Natche Steve Wyreman                                                    | DJ Dahi No I.D. [a]      | 4:31         |
| 3.                  | «Norf Norf»                                     | Staples Michael Volpe                                                                          | Clams Casino             | 3:03         |
| 4.                  | «Birds & Bees» (featuring Daley)                | Staples Natche Gareth Daley Adam Manella Michael Russell                                       | DJ Dahi                  | 2:41         |
| 5.                  | «Loca»                                          | Staples Wilson                                                                                 | No I.D.                  | 2:41         |
| 6.                  | «Lemme Know» (featuring Jhené Aiko and DJ Dahi) | Staples Wilson Natche Brian Kidd Jhené Chilombo                                                | No I.D. DJ Dahi Kidd [b] | 3:41         |
| 7.                  | «Dopeman» (featuring Joey Fatts and Kilo Kish)  | Staples Wilson Joey Vercher                                                                    | No I.D.                  | 1:53         |
| 8.                  | «Jump Off the Roof» (featuring Snoh Aalegra)    | Staples Wilson Czesław Niemen                                                                  | No I.D.                  | 3:44         |
| 9.                  | «Señorita»                                      | Staples Taiwo Hassan Kehinde Hassan Sean Fenton Snoh Nowrozi Nayvadius Wilburn Sonny Uwaezuoke | Christian Rich           | 3:07         |
| 10.                 | «Summertime»                                    | Staples Volpe Darwin Jones Ronnie Smith                                                        | Clams Casino             | 4:19         |
| Общая длительность: | Общая длительность:                             | Общая длительность:                                                                            | Общая длительность:      | 30:16        |

| №                   | Название                                                         | Автор(ы)                                  | Producer(s)              | Длительность |
| ------------------- | ---------------------------------------------------------------- | ----------------------------------------- | ------------------------ | ------------ |
| 1.                  | «Ramona Park Legend, Pt. 2»                                      | Staples Wilson Thebe Neruda Kgositsile    | No I.D.                  | 1:27         |
| 2.                  | «3230»                                                           | Staples Wilson Wyreman                    | No I.D.                  | 2:52         |
| 3.                  | «Surf» (featuring Kilo Kish)                                     | Staples Volpe Mikky Ekko Lakisha Robinson | Clams Casino Ekko        | 2:31         |
| 4.                  | «Might Be Wrong» (featuring Haneef Talib aka GeNNo and eeeeeeee) | Staples Wilson James Fauntleroy Wyreman   | No I.D.                  | 3:59         |
| 5.                  | «Get Paid» (featuring Desi Mo)                                   | Staples Wilson                            | No I.D.                  | 3:12         |
| 6.                  | «Street Punks»                                                   | Staples Wilson                            | No I.D.                  | 3:06         |
| 7.                  | «Hang N' Bang» (featuring Aston Matthews)                        | Staples Wilson Matthew Lopez              | No I.D. Kidd [b]         | 2:06         |
| 8.                  | «C.N.B.»                                                         | Staples Wilson Natche Kidd Kevin Randolph | No I.D. DJ Dahi Kidd [b] | 4:13         |
| 9.                  | «Like It Is»                                                     | Staples Wilson Natche Kidd                | No I.D. DJ Dahi Kidd [b] | 4:36         |
| 10.                 | «'06»                                                            | Staples Wilson                            | No I.D.                  | 0:47         |
| Общая длительность: | Общая длительность:                                              | Общая длительность:                       | Общая длительность:      | 28:49        |